# Aerangis flexuosa
Aerangis flexuosa är en orkidéart som först beskrevs av Henry Nicholas Ridley och fick sitt nu gällande namn av Rudolf Schlechter. 
Aerangis flexuosa ingår i släktet Aerangis och familjen orkidéer. Artens utbredningsområde är São Tomé. Inga underarter finns listade i Catalogue of Life.